# 苏联社会主义经济问题
《苏联社会主义经济问题》是苏联领导人斯大林于1951年所撰写的马克思列宁主义政治经济学著作，书中他认为苏联已经进入了共产主义初级阶段。

## 影响
第一次郑州会议（1958年11月2日至1958年11月10日）期间，中国共产党中央委员会主席毛泽东于11月9日写信建议各级领导干部认真阅读《苏联社会主义经济问题》和《马恩列斯论共产主义社会》，并在会上带领其他干部阅读并讨论了《苏联社会主义经济问题》。《毛泽东读社会主义政治经济学批注和谈话》中有毛泽东对此书的讨论。
薛暮桥在他1981年的著作中曾运用该书为社会主义初级阶段的市场机制提供理论基础。